# Jugendstrafe
Die Jugendstrafe ist im deutschen Jugendstrafrecht eine speziell für Jugendliche (14 bis einschließlich 17 Jahre) und Heranwachsende (18 bis einschließlich 20 Jahre) konzipierte Freiheitsstrafe. Sie ist die einzige im Jugendstrafrecht vorgesehene Kriminalstrafe und hebt sich dadurch von den sonst im Jugendstrafrecht vorgesehenen Zuchtmitteln und Erziehungsmaßregeln ab (vgl. § 13 Abs. 3 JGG). Sie darf nur wegen so genannter schädlicher Neigungen oder wegen der besonderen Schwere der Schuld verhängt werden (§ 17 Abs. 2 JGG). Maßgebend für die Anwendung von Jugendstrafe ist das Alter des Täters bei Begehung der Tat, nicht bei ihrer Aburteilung (§ 1 Abs. 2 JGG). Demnach kann gegebenenfalls auch gegen erwachsene Personen eine Jugendstrafe zu verhängen sein, welche dann aber in einer „normalen“ Justizvollzugsanstalt zu verbüßen wäre.
Auf Heranwachsende ist das Jugendstrafrecht nur anzuwenden, wenn die Gesamtwürdigung der Persönlichkeit des Täters bei Berücksichtigung auch der Umweltbedingungen ergibt, dass er zur Zeit der Tat nach seiner sittlichen und geistigen Entwicklung noch einem Jugendlichen gleichstand, oder wenn es sich um eine typische Jugendverfehlung handelt. Liegt keine dieser Voraussetzungen vor, wird das normale Strafrecht angewandt. 2010 wurde auf 66 Prozent der verurteilten Heranwachsenden Jugendstrafrecht angewandt.

## Dauer und Vollzug
Die Jugendstrafe dauert grundsätzlich mindestens 6 Monate und maximal 5 Jahre (§ 18 Abs. 1 S. 1 JGG). Handelt es sich bei der Tat um ein Verbrechen, für das nach dem allgemeinen Strafrecht eine Höchststrafe von mehr als zehn Jahren Freiheitsstrafe angedroht ist, so ist das Höchstmaß 10 Jahre (§ 18 Abs. 1 S. 2 JGG). Wird ein Heranwachsender (also 18- bis 20-Jähriger) eines Mordes schuldig gesprochen, so beträgt das Höchstmaß 15 Jahre, wenn dies wegen besonderer Schwere der Schuld erforderlich ist (§ 105 Abs. 3 S. 2 JGG, Neuregelung seit 8. September 2012).
Verbüßt wird die Jugendstrafe in der Regel in Jugendstrafanstalten (siehe Jugendstrafvollzugsgesetze).

## Strafzweck
Strafzweck der Jugendstrafe ist neben dem Erziehungsgedanken auch die Sühne der Schuld. Die Jugendstrafe darf nach der Rechtsprechung des Bundesgerichtshofs jedoch nicht auf Erwägungen gestützt werden, dass Abschreckung bewirkt werden solle (sog. Verbot der generalpräventiven Begründung). Auch der Schutz der Allgemeinheit ist gegenüber der Persönlichkeit und der Schuld des Täters nur nachrangig zu berücksichtigen. Für die Überwachung der Strafvollstreckung ist, im Gegensatz zum Erwachsenenvollzug, der Vollstreckungsleiter zuständig (§ 82 JGG); das ist der im Amtsgerichtsbezirk der Justizvollzugsanstalt zuständige Jugendrichter.

### Schwere der Schuld
Die Schwere der Schuld (§ 17 Abs. 2 JGG, § 105 Abs. 3 S. 2 JGG) kennzeichnet sich aus den objektiven Umständen der Tat (Taterfolg) und den subjektiven Merkmalen, also Motiven des Täters. Beide müssen gemeinsam vorliegen. Bei Fahrlässigkeitsdelikten kann die Schwere der Schuld nur ausnahmsweise angenommen werden.

### Schädliche Neigungen
Zeigt der Täter, dass er durch die Sozialisationsmängel (Anlage- bzw. Erziehungsmängel) weiterhin Straftaten von erheblichem Gewicht begehen wird, so können nach Gesamtabwägung zwischen der Biographie des Täters, der aktuellen Lebensumstände und des tatbegleitenden Verhaltens schädliche Neigungen festgestellt werden, die eine Jugendstrafe begründen könnten. Bei der Feststellung erforderlich ist ein Bericht der Jugendgerichtshilfe, die während des Verfahrens mit dem Beschuldigten Kontakt aufnimmt und die Ergebnisse im Jugendgerichtshilfebericht festhält.

## Bewährung
Die Aussetzung einer Jugendstrafe zur Bewährung richtet sich nach § 21 JGG.
Kann zum Zeitpunkt des Urteils nicht mit der erforderlichen Sicherheit festgestellt werden, ob in der Straftat schädliche Neigungen von einem Umfang hervorgetreten sind, dass Jugendstrafe erforderlich ist, so kann das Jugendgericht die Entscheidung über die Verhängung einer Jugendstrafe nach § 27 zur Bewährung aussetzen.
Die zur Bewährung ausgesetzte Jugendstrafe und die Vorbewährung (§ 61 JGG) können seit 2013 mit einem Jugendarrest verbunden werden (Warnschussarrest).
Wurde eine Jugendstrafe ohne Bewährung verhängt, kann bei günstiger Sozialprognose nach Verbüßung eines Teils der Rest zur Bewährung ausgesetzt werden (§ 88 JGG).

## Führungszeugnis
Zur Bewährung ausgesetzte Jugendstrafen stehen nicht im Führungszeugnis, sofern die Bewährung nicht widerrufen wird. Jedoch werden alle Jugendstrafen im Bundeszentralregister vermerkt.

## Reformbewegungen
Angesichts der durch die Boulevardpresse kolportierten Einzelfälle wurde Ende 2003 von mehreren Seiten die Erhöhung der Maximaldauer der Jugendstrafe auf fünfzehn Jahre gefordert. Dies wurde jedoch durch die Fachwelt fast einhellig abgelehnt, da der Zweck des Jugendstrafrechts damit nicht getroffen werde, die Anwendung der Jugendstrafe von einer Dauer mit mehr als sieben Jahren bundesweit unterhalb des Promillebereichs aller Verurteilten liegt und eher durch vernünftige Integrations- und Sozialpolitik die Kriminalität besser bekämpft als durch hohe Strafen abgeschreckt würde. Die Überbelegung in den Jugendanstalten würde durch höhere Strafen noch verschärft werden. Im Übrigen könne die Strafdauer über fünf Jahren nur noch den Zweck der Vergeltung von Schuld erfüllen.
Zum 8. September 2012 wurde das Höchstmaß der Jugendstrafe für Heranwachsende im Falle des Mordes auf 15 Jahre angehoben (§ 105 Abs. 3 S. 2 JGG).
Der Jugendstrafvollzug ist nach Darstellung der Deutschen Vereinigung für Jugendgerichte und Jugendgerichtshilfe (DVJJ) durch deren Betreiben auf die Gesetzesagenda der politischen Parteien gekommen. Das JGG besteht seit 1923, hat aber den Jugendstrafvollzug nur im Ansatz geregelt. Weitere Vorschriften wurden bis 2008 noch durch das Strafvollzugsgesetz (StvollzG) gestellt. Das Bundesverfassungsgericht entschied durch Urteil des Zweiten Senats vom 31. Mai 2006 (Aktenzeichen 2 BvR 1673/04 - 2 BvR 2402/04), dass der Jugendstrafvollzug einer eigenen gesetzlichen Grundlage bedarf. Diese wurde bis 2008 durch die Bundesländer (Jugendstrafvollzugsgesetz) geschaffen.